# Opius paraplasticus
Opius paraplasticus är en stekelart som beskrevs av Fischer 1972. Opius paraplasticus ingår i släktet Opius och familjen bracksteklar. Inga underarter finns listade i Catalogue of Life.